# Stanley's Route
Stanley’s Route was een survivalprogramma van Endemol voor de Vlaamse televisiezender VT4, waarin tien Bekende Vlamingen in Oost-Afrika het traject volgden dat de beroemde ontdekkingsreiziger Henry Morton Stanley. Het programma telde twee seizoenen (2005 en 2006).

## 2005
In januari 2005 werden de opnames gestart van het eerste seizoen. De tocht ging van het eiland Zanzibar tot aan het Victoriameer. De logistiek in Tanzania werd verzorgd door JMT African Heart Expeditions.
De deelnemers waren actrice Hilde De Baerdemaeker, zanger Guy Swinnen, fotomodel Brigitta Callens, rijkswachter Flor Koninckx, Antwerps ex-burgemeester Leona Detiège, mountainbiker Filip Meirhaeghe, voetballersvrouw Tina Driesen, zanger Raffaele, zangeres Roxane en Mister Belgium Joachim Dejonckheere.
Presentatrice was Ilse De Meulemeester.
De deelnemers vertrokken vanop het eiland Zanzibar en kwamen onderweg in contact met de Masai en de Hadzabe, een volk van jagers/verzamelaars. De cultuurshock was groot. Telkens werd één deelnemer weggestemd, tot Guy Swinnen uiteindelijk als eerste aan Lake Victoria aankwam. Tweede werd Hilde Debaerdemaeker.
Het programma kon in 2005 gemiddeld 395.234 kijkers aantrekken.

## 2006
In 2006 werd Stanley’s Route II opgenomen. Hier ging de tocht van Oeganda via Rwanda naar de Ruaharivier in Tanzania. De logistieke organisatie in Oeganda was in handen van G&C Wild Frontiers en in Rwanda van Primate Safaris. In Tanzania werd de logistiek weer verzorgd door JMT African Heart Expeditions.
Deelnemers waren acteur Geert Hunaerts, fotomodel Joyce Van Nimmen, Miss België Joke van de Velde, paardenkenner Jaak Pijpen, omroeper Paul Codde, zanger Kaye Styles, schrijver Vitalski, politica Damienne Anciaux, bokser Freddy De Kerpel, judoka Gella Vandecaveye en actrice Mieke Bouve.
Presentatrice was Tine Van den Brande.
De tocht vertrok vanuit Entebbe in Oeganda aan het Victoriameer. Onderweg kwamen de deelnemers in contact met de Baganda, de Bakiga, de gorilla's van Virunga, de Batwa, de Sandawe en de Mangati.
Winnaar werd Geert Hunaerts, op de voet gevolgd door Joke Vandevelde.